# Arend Lijphart
Arend d'Angremond Lijphart (Apeldoorn, 17 augustus 1936) is een invloedrijk Nederlands politicoloog. Hij is gespecialiseerd in vergelijkende politiek en dan met name verkiezingen, kiesstelsels, democratie en de relatie tussen etniciteit en politiek. Hij is op dit moment onderzoeks-Professor Emeritus in de politieke wetenschap aan de Universiteit van Californië. Lijphart is zowel Nederlands als Amerikaans staatsburger. Hij heeft het grootste deel van zijn leven in de Verenigde Staten gewoond.

## Levensloop
In 1963 promoveerde Lijphart in de politieke wetenschappen op Yale op basis van een proefschrift over het Nederlands beleid ten opzichte van Nieuw-Guinea. In 1968 schreef hij zijn Verzuiling, pacificatie en kentering in de Nederlandse politiek wat een maatgevende studie van het Nederlandse politieke stelsel zou worden. Tussen 1968 en 1978 was hij als hoogleraar verbonden aan de Universiteit Leiden. Sinds 1978 werkt hij bij de Universiteit van Californië.
In 1989 werd hij verkozen tot de American Academy of Arts and Sciences en tussen 1995-1996 was hij voorzitter van de American Political Science Association. In 1991 kreeg Lijphart de Dr. Hendrik Muller Prijs. In 1997 ontving hij de prestigieuze Johan Skytte Prize in Political Science van de Universiteit van Uppsala voor zijn Patterns of Democracy: een uitgebreide vergelijkende studie naar verschillende soorten democratie. In 2001 werd hij eredoctor van de Universiteit Leiden. Zijn erepromotor was professor Rudy Andeweg.
Lijphart is een invloedrijk politicoloog: hij behoort tot de meest geciteerde politicologen ter wereld.

## Academische bijdrage
Lijphart heeft met name bijgedragen aan de vergelijkende politieke wetenschap. Hij heeft vergelijkend onderzoek gedaan naar democratische systemen.
Hij ontwikkelde het concept pacificatiepolitiek. Hiermee beschrijft hij het delen van macht in democratische systemen in gesegmenteerde samenlevingen. Het op consensus en samenwerking gerichte Nederlandse politieke systeem ten tijde van de verzuiling is hier het voorbeeld van. Vóór Lijphart ging men ervan uit dat er in staten met een sterk verdeelde bevolking geen stabiele politieke stelsels konden zijn. Lijphart ontwikkelde het concept in zijn Verzuiling, pacificatie en kentering in de Nederlandse politiek (1968). In Democracy in Plural Societies (1977) werkte hij het concept uit, waar hij vergelijkbare patronen vond voor allerlei gesegmenteerde samenlevingen: met verschillende taalkundige, religieuze of etnische groepen.
In zijn latere werk is hij zich gaan richten op het onderscheid tussen consensus-democratie en meerderheidsdemocratie ('"Majoritarian Democracy"). Consensusdemocratieën hebben dezelfde instituties als consociationalistische systemen, maar zijn geen segmenteerde samenlevingen. Waar consensusdemocratieën zich kenmerken door verdeling van de macht tussen verschillende lagen van de overheid en gedeelde macht tussen verschillende sociale groepen op het nationale niveau, kenmerken meerderheidsdemocratieën zich door centralisatie van de macht op het nationale niveau in de macht van een groep die net de meerderheid uitmaakt. Daarom hebben consensusdemocratieën meerpartijenstelsels, brede-basis kabinetten, evenredige vertegenwoordiging, een sociale dialoog, een federale staatsstructuur, een twee-kamerstelsel, moeilijk te wijzigen grondwetten, toetsingsrecht voor rechters en onafhankelijke centrale banken die er allen opgericht zijn minderheden te beschermen, autonomie te geven of deel te laten nemen aan de regering.
In zijn Patterns of Democracy (1999) classificeert hij 36 democratieën op basis van deze kenmerken. Hij vindt empirisch bewijs dat consensusdemocratieën "vriendelijkere en zachtere" staten zijn, met een sterkere verzorgingsstaat, betere milieubescherming, meer uitgave aan ontwikkelingssamenwerking, minder gebruik van de doodstraf en een betere positie van vrouwen.
Lijpharts theorie ontwikkelde zich juist op een moment dat veel staten onafhankelijk werden. Het diende als inspiratie voor veel politici in verdeelde samenlevingen zoals Noord-Ierland en Zuid-Afrika.

## Publicaties
- The Trauma of Decolonization: The Dutch & West New Guinea. New Haven: Yale University Press, 1966. (proefschrift)
- The Politics of Accommodation. Pluralism and Democracy in the Netherlands, Berkeley: University of California Press, 1968.
  - Nederlandse vertaling Verzuiling, pacificatie en kentering in de Nederlandse politiek, Amsterdam: De Bussy, 1968[2]
- Democracy in Plural Societies: A Comparative Exploration. New Haven: Yale University Press, 1977. ISBN 0-300-02494-0.
- Democracies: Patterns of Majoritarian & Consensus Government in Twenty-one Countries. New Haven: Yale University Press, 1984. ISBN 0-300-03182-3.
- Power-Sharing in South Africa. Berkeley: Institute of International Studies, University of California, 1985. ISBN 0-87725-524-5.
- Grofman, Bernard, and Lijphart, Arend (eds.). Electoral Laws & Their Political Consequences. New York: Agathon Press, 1986. ISBN 0-87586-074-5.
- Electoral Systems and Party Systems: A Study of Twenty-Seven Democracies, 1945-1990. Oxford: Oxford University Press, 1994. ISBN 0-19-828054-8.
- Lijphart, Arend, and Waisman, Carlos H. (eds.). Institutional Design in New Democracies. Boulder: Westview, 1996. ISBN 0-8133-2109-3.
- Patterns of Democracy: Government Forms & Performance in Thirty-six Countries. New Haven: Yale University Press, 1999. ISBN 0-300-07893-5
- Grofman, Bernard and Lijphart, Arend (eds.). The Evolution of Electoral & Party Systems in the Nordic Countries. New York: Agathon Press. ISBN 0-87586-138-5.